# Алексий (Орлов, Владимир Павлович)
Митрополит Алексий (в миру Владимир Павлович Орлов; род. 23 апреля 1974, Нижний Тагил, Свердловская область, РСФСР) — архиерей Русской православной церкви, митрополит Челябинский и Миасский, глава Челябинской митрополии.
Тезоименитство — 12 (25) февраля (память святителя Алексия, митрополита Московского).

## Биография
Родился 23 апреля 1974 года в городе Нижнем Тагиле Свердловской области в семье рабочих. В 1991 году окончил среднюю школу № 32 в Нижнем Тагиле.
В 1991—1995 годах обучался в Московской духовной семинарии.
В 2003—2006 годах обучался в Санкт-Петербургской духовной академии (4 курса экстерната СПбДА). В 2016 году окончил СПбДА, а в 2017 году защитил магистерскую диссертацию на тему «Опыт организации миссионерской деятельности в Нижнетагильской епархии Русской Православной Церкви».
25 декабря 1994 года в Покровском храме Московской духовной академии архиепископом Дмитровским Филаретом поставлен во чтеца.
9 сентября 1995 года в Верхотурском Николаевском монастыре игуменом Тихоном (Затекиным) пострижен в монашество с именем Алексий в честь святителя Алексия, митрополита Московского.
11 сентября 1995 года епископом Екатеринбургским и Верхотурским Никоном (Мироновым) рукоположён в сан иеродиакона. 13 сентября рукоположён в сан иеромонаха и назначен клириком храма Святых Равноапостольных Кирилла и Мефодия города Екатеринбурга, а также преподавателем и инспектором Екатеринбургского духовного училища.
В 1996—1998 годах — представитель Екатеринбургской епархии в Свердловском отделении Детского фонда Российской Федерации. В 1996—1999 годах нёс послушание по окормлению пожарно-технического училища МВД России в Екатеринбурге.
В 1998—2000 годах — член епархиального совета Екатеринбургской епархии.
22 июля 1998 года назначен исполняющим обязанности настоятеля Казанского мужского монастыря города Нижнего Тагила.
28 декабря 1998 года решением Священного синода Русской православной церкви утверждён в должности настоятеля Казанской обители.
В 1998—2012 годах нёс послушание по окормлению ряда исправительных учреждений, а также подразделений МЧС России в Нижнем Тагиле.
В 2010—2012 годах — ответственный за тюремное служение в подразделениях ФСИН по Свердловской области на территории Горно-Заводского округа.
С 2001 году — духовник миссионерско-катехизаторских курсов, основанных при Казанском монастыре по благословению епископа Нижнетагильского и Серовского Иннокентия (в 2011 году были преобразованы в епархиальные миссионерско-катехизаторские курсы). С 2005 года — духовник Общества православных врачей имени святителя Луки (Войно-Ясенецкого) при Казанском монастыре.
20 июля 2006 года архиепископом Екатеринбургским и Верхотурским Викентием возведён в сан игумена.
5 сентября 2011 года епископом Нижнетагильским Иннокентием (Яковлевым) назначен членом епархиального совета, руководителем миссионерского отдела новообразованной Нижнетагильской епархии. 15 сентября 2011 года назначен благочинным монастырей Нижнетагильской епархии. С 2012 года исполнял послушание секретаря епархиального совета. В 2014 году назначен секретарём Нижнетагильской епархии.

### Архиерейство
7 марта 2018 года решением Священного синода избран епископом Серовским и Краснотурьинским; Серовская епархия в составе Екатеринбургской митрополии была образована тогда же. 31 марта в Тронном зале кафедрального соборного храма Христа Спасителя в Москве состоялось наречение архимандрита Алексия (Орлова) во епископа Серовского и Краснотурьинского. 1 апреля в кафедральном соборном храме Христа Спасителя города Москвы хиротонисан во епископа Серовского и Краснотурьинского. Хиротонию совершили патриарх Кирилл, митрополит Ташкентский и Узбекистанский Викентий (Морарь), митрополит Екатеринбургский и Верхотурский Кирилл (Наконечный), архиепископ Солнечногорский Сергий (Чашин), епископ Воскресенский Савва (Михеев), епископ Нижнетагильский и Невьянский Иннокентий (Яковлев), епископ Каменский и Алапаевский Мефодий (Кондратьев), епископ Домодедовский Иоанн (Руденко), епископ Среднеуральский Евгений (Кульберг).
30 августа 2019 года освобождён от должности игумена Казанского мужского монастыря города Нижнего Тагила Свердловской области.
25 августа 2020 года решением Священного синода назначен преосвященным Нижнетагильским и Невьянским.
8 декабря 2020 года решением Священного синода Алексию поручено временное управление Серовской епархией.
15 апреля 2021 года определён епископом Челябинским и Миасским, главой Челябинской митрополии, временно управляющим Троицкой епархией.
20 апреля 2021 года в домовом храме Всех святых, в Церкви Русской просиявших, Патриаршей и Синодальной резиденции в Даниловом ставропигиальном монастыре в Москве Святейшим Патриархом Кириллом возведен в сан митрополита.

## Награды
- Знак отличия «За благое дело» (10 апреля 2024) — за личный вклад в поддержку сохранения и развития духовной культуры Челябинской области, активную общественную деятельность